# Wahlenbergia tuberosa
Wahlenbergia tuberosa är en klockväxtart som beskrevs av Joseph Dalton Hooker. Wahlenbergia tuberosa ingår i släktet Wahlenbergia och familjen klockväxter.
Artens utbredningsområde är Juan Fernández-öarna. Inga underarter finns listade i Catalogue of Life.

## Bildgalleri

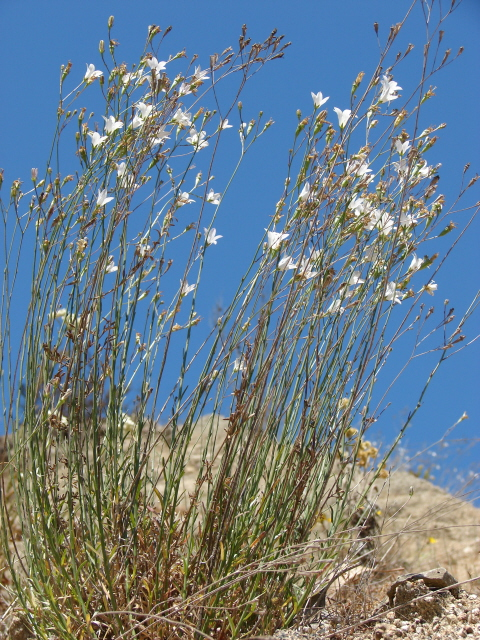